# ابن خطير الدين
ابن خطير الدين (ت. 970 هـ / 1562 م) هو متصوف هندي.
هو أبو المؤيد محمد بن خطير الدين بن بايزيد العطار، ينعت بالغوث.

## آثاره
- «الجواهر الخمس» ، في الحروف والأسماء. ألفها بالفارسية وعرَّبها البروجي (ت. 1015 هـ).[2]
- «على اصطلاح المتصوفة» ألفه بكجرات عام 956 هـ.
- «بحر الحياة».

## وصلات خارجية
- الجواهر الخمس - مخطوطات جامعة الملك سعود